# Ankimo

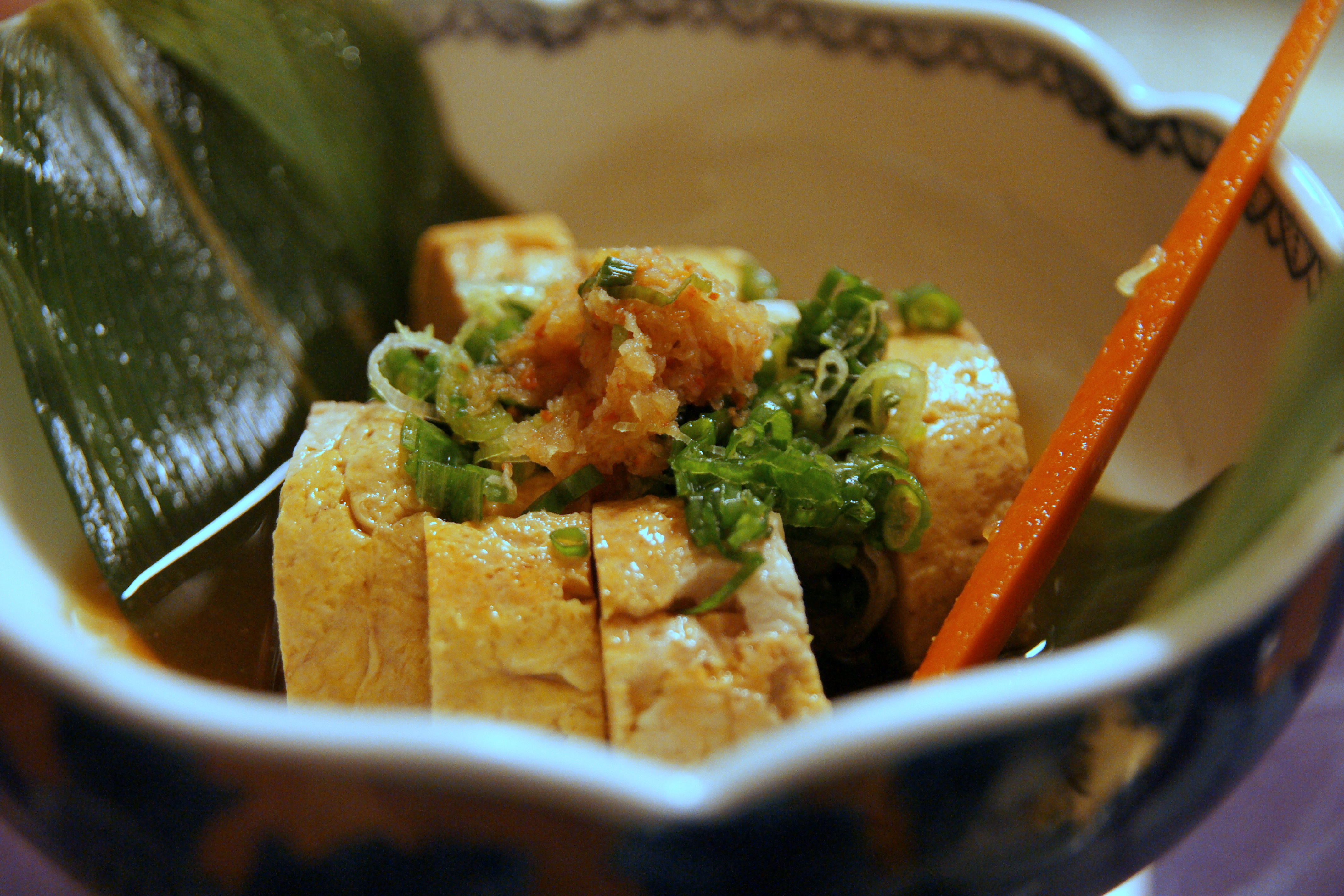
Ankimo

Ankimo (Japans: 鮟肝) is een Japanse delicatesse, gemaakt van de lever van zeeduivel. De lekkernij wordt bereid door de lever eerst in te wrijven met zout en daarna af te spoelen met sake. Vervolgens wordt de lever in een cilinder gerold en gestoomd. Ankimo wordt vaak geserveerd met geraspte rammenas, fijngesneden (groene) ui en ponzu, een typisch Japanse saus op basis van citroen.